# Teel Bivins

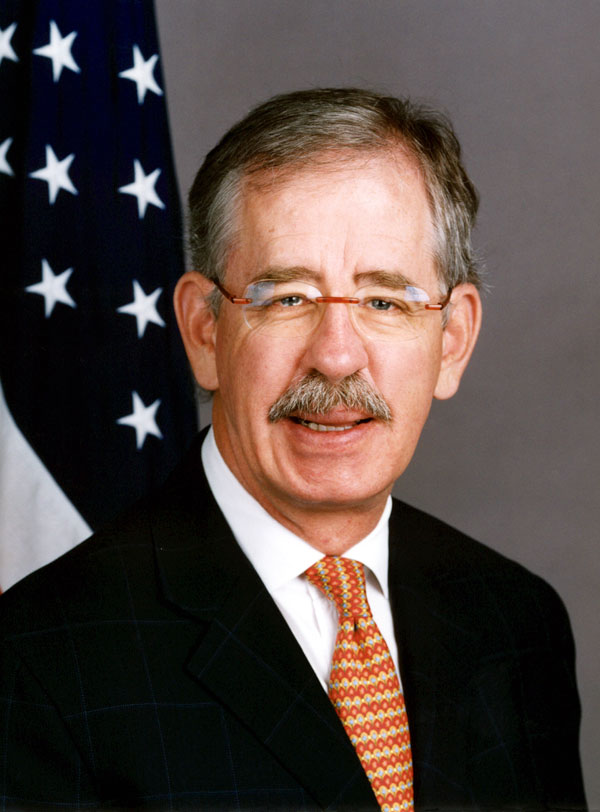
Teel Bivins

Miles Teel Bivins (* 22. November 1947 in Amarillo, Texas; † 26. Oktober 2009 ebenda) war ein US-amerikanischer Politiker und Botschafter.
Bivins studierte bis 1970 an der Tulane University in New Orleans und besuchte im Anschluss die Southern Methodist University in Dallas, wo er 1974 seinen Abschluss machte. 1989 wurde er als Republikaner in den Senat von Texas gewählt und gehörte ihm für die nächsten 15 Jahre bis 2004 an, als er von Präsident George W. Bush zum Botschafter der Vereinigten Staaten in Schweden ernannt wurde, an. Während Bushs Präsidentschaftskampagnen in den Jahren 2000 und 2004 war Bivins einer dessen erfolgreichsten Fundraiser gewesen. Im Jahr 2006 trat Bivins aus gesundheitlichen Gründen von seinem Amt als Botschafter zurück.